# Carugo

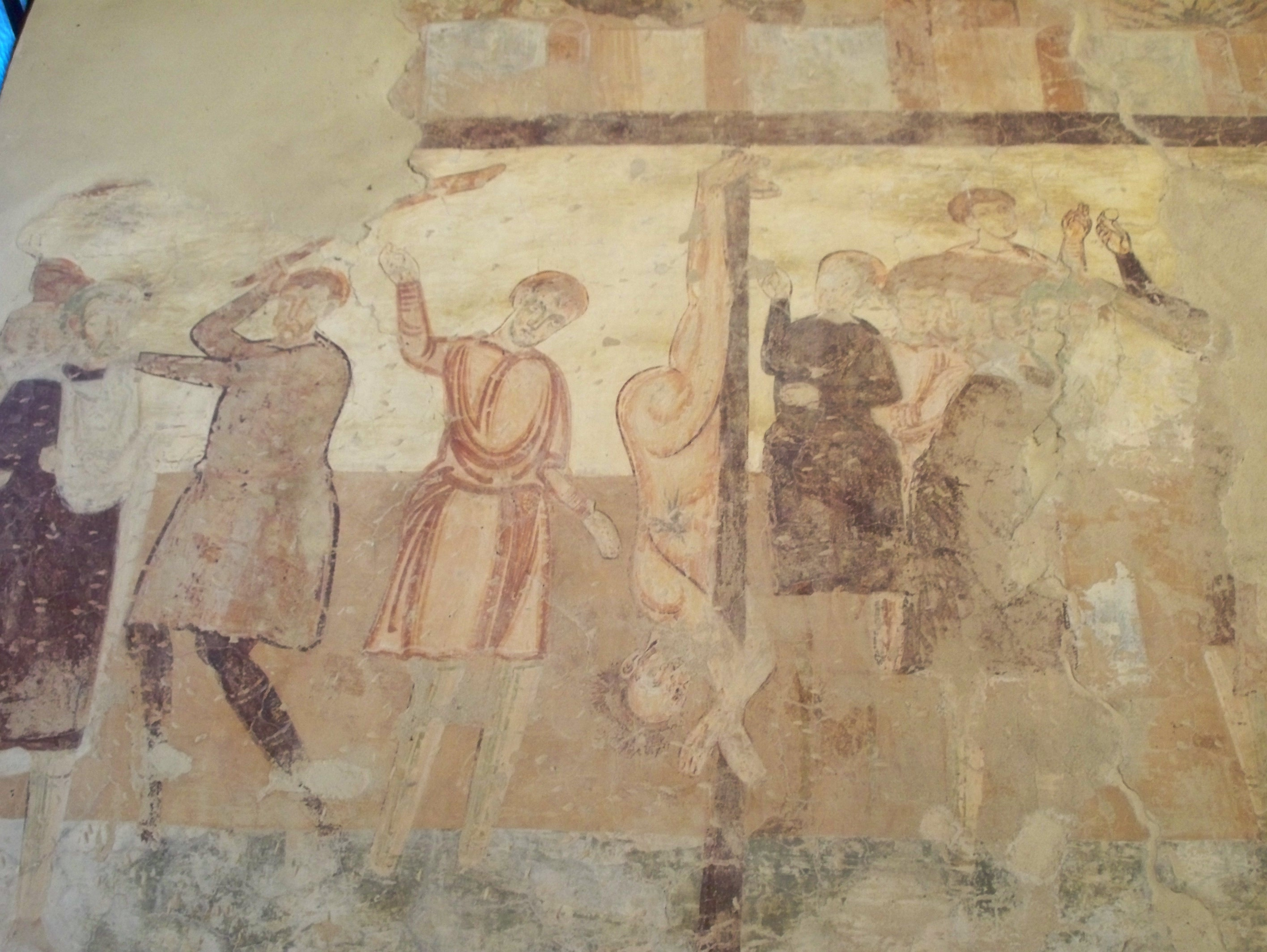
Kirche San Martino, mittelalterliche Fresken

Carugo ist eine norditalienische Gemeinde (comune) in der Provinz Como in der Lombardei.

## Lage und Einwohner
Die Gemeinde liegt etwa 14 Kilometer südöstlich von der Provinzhauptstadt Como und grenzt unmittelbar an die Provinz Monza und Brianza. Im Gebiet von Carugo liegt die Fontana del Guercio, ein kleines Naturreservat. Carugo ist eingebettet zwischen den Flüssen Lambro und Terrò.

## Verkehr
Seit 1879 besteht der Bahnhof an der Bahnstrecke Milano–Asso, über den auch die Nachbargemeinde Giussano bedient wird.

## Sehenswürdigkeiten
- Pfarrkirche San Bartolomeo[2]
- Romanische Kirche San Martino di Tours mit Fresken[3]
- Kirche Madonna di San Zeno (18. Jahrhundert)[4]
- Mittelalterlicher Turm (11. Jahrhundert)[5]